# Слободский сельский совет (Миргородский район)
Слободский сельский совет (укр. Слобідська сільська рада) — входит в состав
Миргородского района
Полтавской области
Украины.
Административный центр сельского совета находится в 
с. Слободка.

## Населённые пункты совета
- с. Слободка
- с. Мальцы
- с. Носенки
- с. Осово